# Octaver
L'octaver (riproduttore di ottave, ottavizzatore) è un dispositivo elettronico utilizzato in alcuni strumenti musicali per alterare la frequenza del segnale elettrico in ingresso del dispositivo in modo che la nota del segnale sia riprodotta a livelli di ottave differenti.
In questo modo è possibile ottenere suoni molto diversi dall'originale utilizzando le stesse note quando si vuole ottenere una variazione notevole. È utilizzato ad esempio dai chitarristi per emulare il suono del basso (utilizzando l'effetto di ottava inferiore), o dai bassisti, al contrario, per ottenere note simili a quelle tipiche della chitarra (utilizzando l'ottavizzazione in alto).
Nei dispositivi più semplici la frequenza può essere solo raddoppiata o dimezzata, in quelli più elaborati il segnale può essere moltiplicato o diviso per un numero finito intero, ottenendo ad esempio una frequenza una, due, tre volte superiore o inferiore alla frequenza di ingresso. Il segnale così elaborato è, dal punto di vista musicale, una replica del segnale in ingresso, solo più grave o più acuto (ad esempio alimentando il dispositivo con una frequenza pari a una nota di la1, si può ottenere un la2, che suona come un la1 ma è più acuto di un'ottava).
Il segnale di uscita del dispositivo è normalmente un mix aggiustabile fra il segnale di ingresso ed il segnale modificato.
L'octaver ha un utilizzo pratico in campo musicale, normalmente usato da chitarristi e bassisti per ottenere un suono più corposo o una suggestione acustica accattivante.
Un celebre esempio è l'uso dell'Octaver fatto da Jimi Hendrix in Purple Haze, canzone pubblicata in Are You Experienced (MCA Records, 1967), unito a un effetto fuzz.